# Xã Bunker Hill, Michigan
Xã Bunker Hill (tiếng Anh: Bunker Hill Township) là một xã thuộc quận Ingham, tiểu bang Michigan, Hoa Kỳ. Năm 2010, dân số của xã này là 2.119 người.